# امانوئل و آخرین آدم‌خواران
امانوئل و آخرین آدم‌خواران (ایتالیایی: Emanuelle e gli Ultimi Cannibali) یک فیلم سکسنتفاعی ایتالیایی است که در سال ۱۹۷۷ منتشر شد. داماتو در مصاحبه‌ای از این فیلم به عنوان «یک موفقیت تجاری معقول، به ویژه در خارج از کشور» یاد کرد.

## گزیدهٔ بازیگران
- لورا خمسر
- مونیکا زانکی
- گابریله تینتی
- نیه‌بس ناوارو
- دانلد اوبراین
- دیرچه فوناری
- جفری کاپلستن
- سیندی لدبتر